# 亚当·阿兹努
亚当·阿兹努·本·谢赫（阿拉伯語：أدم أزنو بن الشيخ，2006年6月2日—）是一位摩洛哥足球运动员，現效力於英超球隊愛華頓。自2022年起加盟拜仁慕尼黑青训营，并代表摩洛哥国家队参加国际比赛，于场上可司职边后卫或边锋。

## 足球生涯

### 俱乐部生涯
阿兹努出生于西班牙巴塞罗那，父母是摩洛哥人。他自幼在家乡俱乐部达姆开始踢足球，直到2019年加盟巴塞罗那足球俱乐部的拉玛西亚。
2022年夏天，阿兹努在拒绝了欧洲多家俱乐部的邀请后，转投德甲班霸拜仁慕尼黑的青训营。2022-23赛季，他代表拜仁U17梯队参加了9场17岁以下德甲联赛，射入2球，更于2023年3月得以首度跟随拜仁一线队合练。一年后的2023-24赛季，阿兹努又成为拜仁U19梯队的一员，在19岁以下德甲联赛中出场15次及射入2球，并在欧洲青年联赛中上阵8次及射入1球。
2024年1月27日，阿兹努在德甲对阵奥格斯堡的比赛中首次入选一线队大名单，但并未出场。在接下来的几周里，他继续名列时任主教练托马斯·图赫尔的德甲参赛阵容。2024年2月19日，阿兹努首次代表拜仁慕尼黑二队亮相巴伐利亚地区联赛，在主场0比1不敌菲尔特二队的比赛中首发登场，进而于赛季后半段在该第四级赛事中获得11次出场机会。同年5月15日，他与拜仁慕尼黑签下了第一份职业合同，期至2027年届满。2024-25赛季，阿兹努成为拜仁二队的常驻成员，但亦会跟随U19梯队征战当季欧洲青年联赛。自2024年10月起，他开始成为后任一线队主教练樊尚·孔帕尼在比赛日大名单中的常客。2024年11月2日，阿兹努在主场以3比0战胜柏林联的德甲联赛中，于第80分钟替补阿方索·戴维斯上场，完成德甲首秀。

### 国家队生涯
阿兹努本有资格选择代表摩洛哥或西班牙参加国际比赛。他最先入选摩洛哥15岁以下国家队，之后转投西班牙，代表西班牙16岁以下和17岁以下国家队出赛。
2023年3月，阿兹努最终选择代表摩洛哥参加成年国际比赛。他于2024年8月首次入选摩洛哥国家队，以备战分别于9月6日和9日对阵加蓬和莱索托的2025年非洲国家杯预选赛。其中在阿德拉尔体育场对阵莱索托的比赛中，阿兹努首发登场，并在1比0获胜后被评为全场最佳球员。